# Movimiento Militante Mauriciano
El Movimiento Militante Mauriciano (MMM) (en francés Mouvement Militant Mauricien) es un partido político de Mauricio. Es miembro de la Internacional Socialista.
En las últimas elecciones del 3 de julio de 2005, el partido obtuvo 24 de los 70 escaños del Parlamento.

## Historia
El MMM fue fundado en 1969 por Paul Bérenger, Dev Virasawmy y Juneid Jeeroobarkhan. Inspirados por el movimiento del mayo del 68, en Francia, los dirigentes del MMM insitaron a una revolución política en el país, lo que obligó al Partido Laborista de Mauricio a declarar es estado de emergencia, a principios de los años 70, y arrestando a varios miembros del MMM, lo que favoreció la consolidación de la imagen del partido defensor de las masas.
En 1990, el MMM gobernó junto al Movimiento Socialista de Mauricio, y también ganó las elecciones legislativas de 1991.
En la actualidad, se encuentra en la oposición del gobierno del Movimiento Socialista de Mauricio.